# Українське село
41°53′46″ пн. ш. 87°41′01″ зх. д. / 41.895989° пн. ш. 87.683734° зх. д.

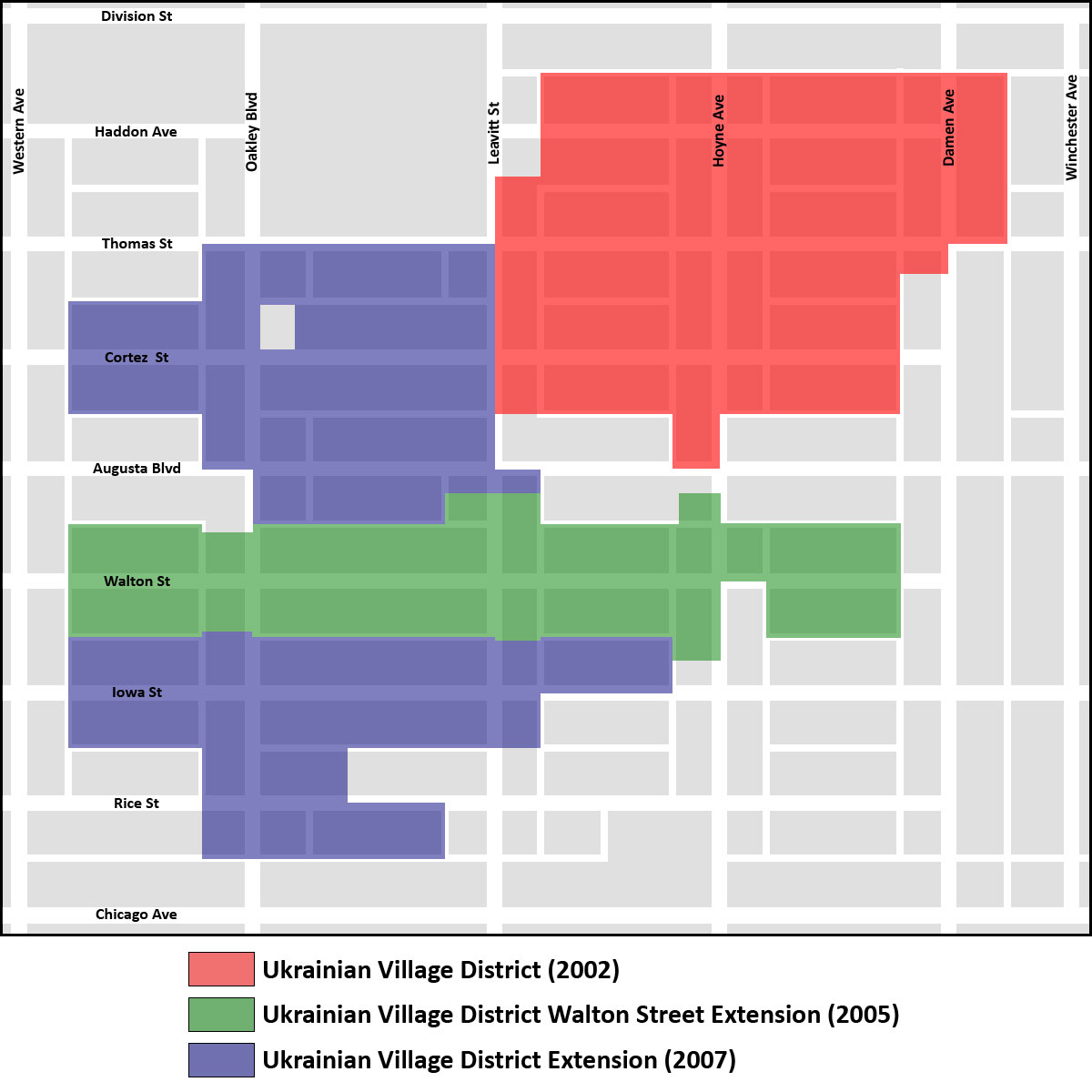
Мапа району

Українське село, також Українська околиця (англ. Ukrainian Village) — місцевість у Чикаго, що належить до адміністративного району Вест-Таун (англ. West Town) на північний захід від центру міста.
В Українській околиці розташовані Український національний музей Чикаго та Український інститут модерного мистецтва, українські крамниці, місцеві відділення організацій «Пласт» та «Міст-Карпати».
У грудні 2002 року Українську околицю було оголошено районом-пам'яткою Чикаго, а в 2005 та 2007 роках формальні межі району було розширено.

## Церкви
- Церква святих Володимира та Ольги[5] —греко-католицька церква, збудована в 1973 року архітектором Ярославом Корсунським на основі візантійсько-українського стилю.
- Собор святого Миколая — католицький собор, центр Чиказької єпархії святого Миколая УГКЦ.
- Собор князя Володимира[6] — православний собор. Спочатку будувався для німецької парафії, проте згодом був викуплений українською. Проводить суботню школу української мови для школярів.

## Галерея

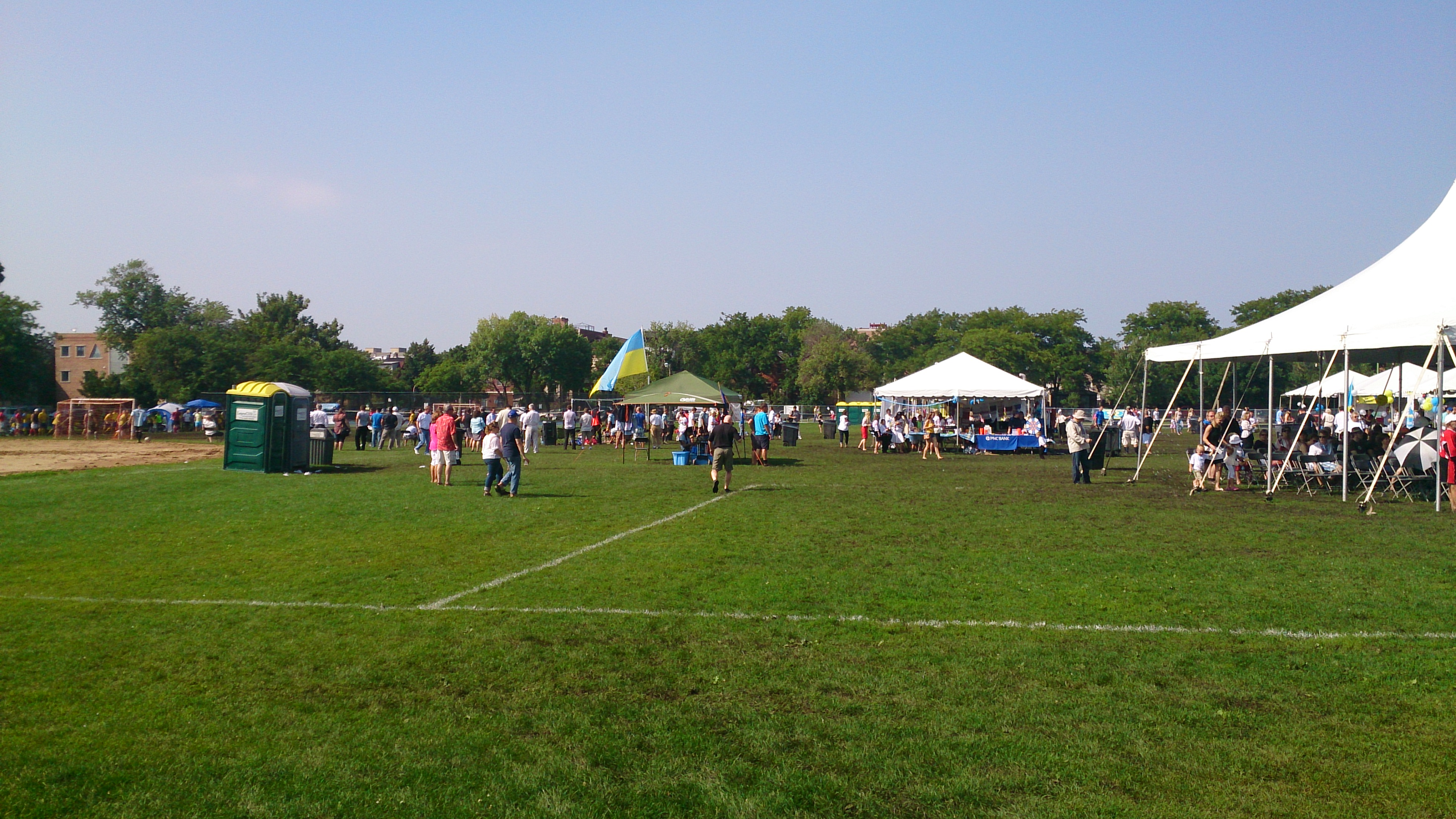
Святкування Дня незалежності України в Чикаго, 2014 рік
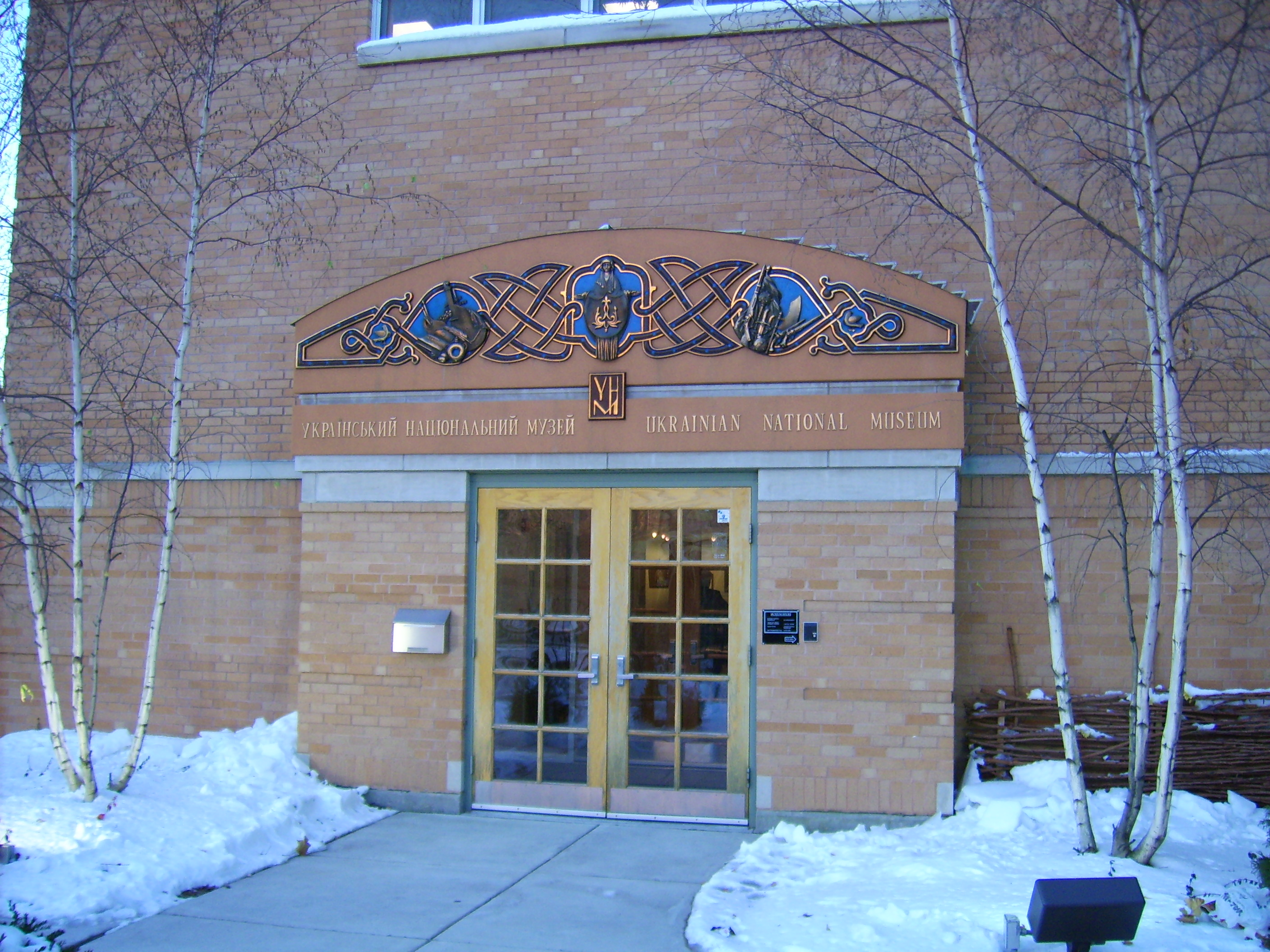
Вхід до Українського національного музею
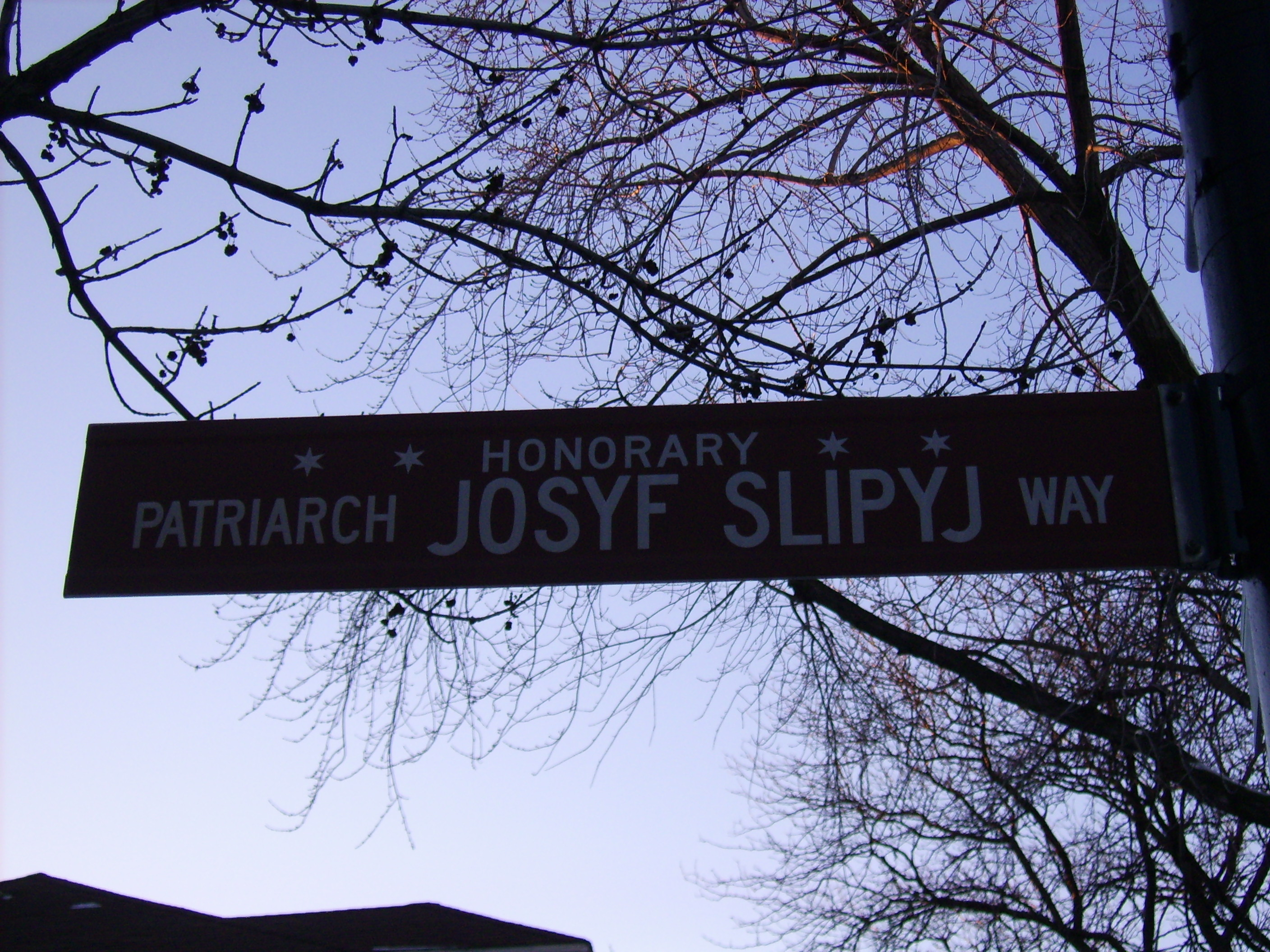
Вулиця, неофіційно названа на честь Йосипа Сліпого
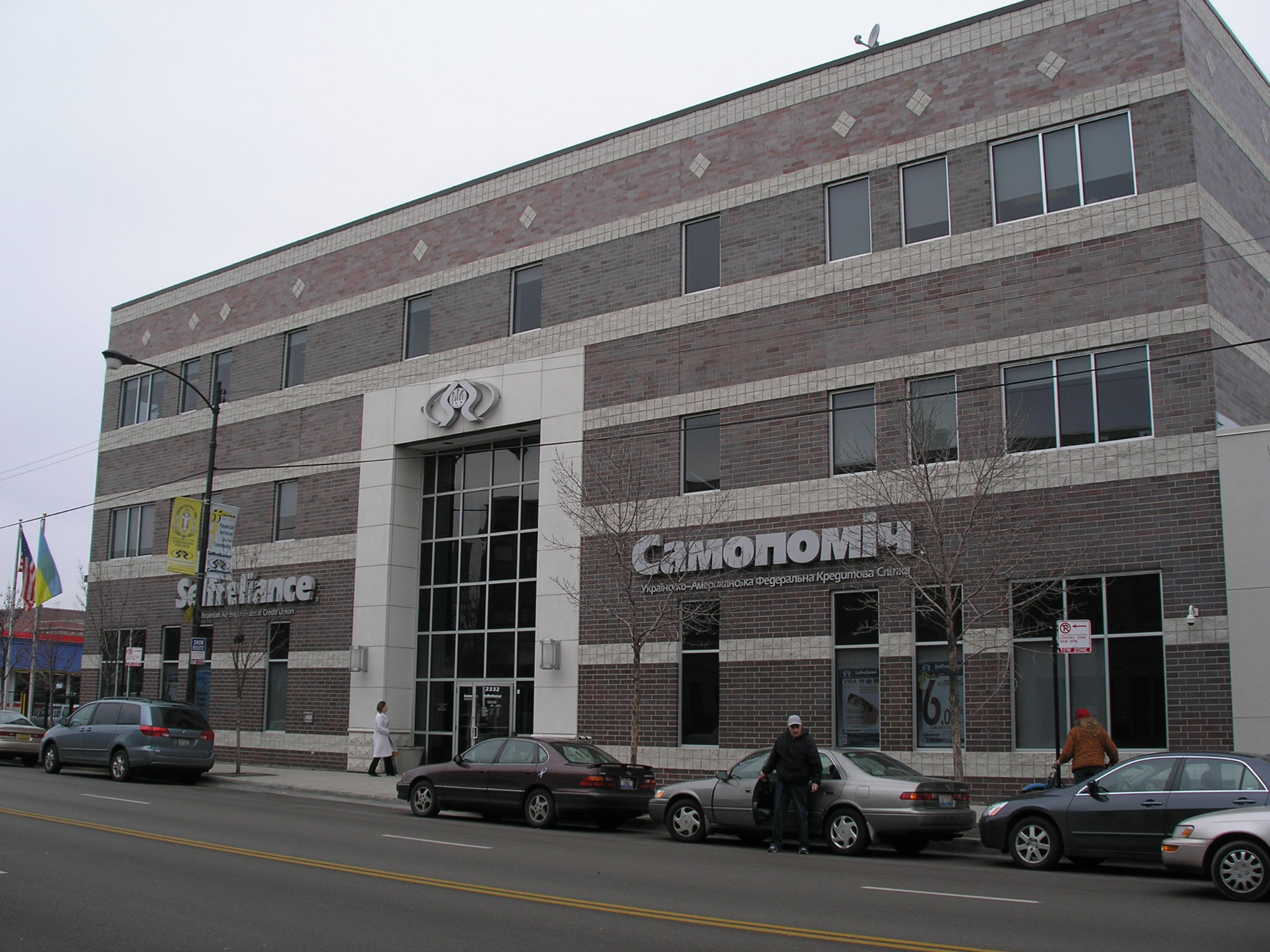
Офіс кредитної спілки «Самопоміч»